# Powiat Iwafune
Powiat Iwafune (jap. 岩船郡 Iwafune-gun) – powiat w Japonii, w prefekturze Niigata. W 2024 roku liczył 4995 mieszkańców.

## Miejscowości
- Awashimaura
- Sekikawa